# Trận Chojnice (1454)
Trận Chojnice (tiếng Ba Lan: Bitwa pod Chojnicami, tiếng Đức: Schlacht bei Konitz, tiếng Anh: Battle of Chojnice hoặc Battle of Konitz) là trận đánh trong Chiến tranh Mười ba năm diễn ra vào ngày 18 tháng 9 năm 1454 gần Chojnice tại Gdańsk Pomerania, kết thúc với chiến thắng quyết định của quân đội lính đánh thuê giáo đoàn Hiệp sĩ Teuton trước liên quân Ba Lan và Liên hiệp Phổ. Đây cũng là thất bại nặng nề nhất của Vương quốc Ba Lan trong lịch sử đối đầu với Hiệp sĩ Teuton.
Giai đoạn chiến thắng tự phát của Liên hiệp Phổ chống lại giáo đoàn Hiệp sĩ Teuton kết thúc khi Heinrich Reuß von Plauen (trẻ) dẫn các đơn vị lính đánh thuê Teuton chiếm được thành lũy Chojnice kiên cố vào ngày 23 tháng 3 năm 1454. Thất bại này buộc các thành viên Liên hiệp phải triển khai một chiến lược mới. Liên hiệp Phổ tập trung quân và lính đánh thuê bao vây các pháo đài của Teuton ở Malbork và Sztum trong vùng đồng bằng Wisla. Từ ngày 21 tháng 4 năm 1454, Vương quốc Ba Lan gia nhập phe chống Teuton. Quân Ba Lan phong tỏa Chojnice và tuyến đường từ Đức đến Phổ. Vua Ba Lan Casimir IV Jagiellon không chiêu mộ lính đánh thuê (có thể do thiếu tài lực) đã giao phó việc bao vây thành Chojnice cho quân Kujawy và Dobrzyń. Các lực lượng này thất bại trong việc tái chiếm thành Chojnice.

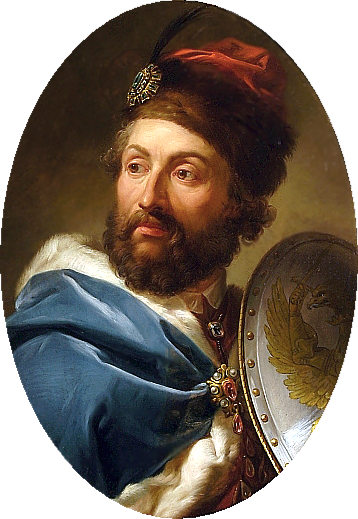
Bị nghi ngờ về khả năng cầm quân, vua Casimir IV Jagiellon đã thân chinh cùng quân Ba Lan trong trận Chojnice

Để đối phó với viện binh Teuton đến Pomerania gồm các đoàn quân chuyên nghiệp từ Đức và Bohemia vào cuối mùa hè năm 1454, vua Casimir IV không nghe theo lời khuyên của Hồng y Zbigniew Oleśnicki cũng như không lấy ý kiến quốc hội, đã tiến hành triệu tập Hội đồng lãnh chúa Đại Ba Lan và Kujawy. Ngày 15 tháng 9 năm 1454, giới quý tộc họp tại Cerekwica thống nhất ra đặc quyền chống thượng viện và ủy quyền lãnh đạo cho Wielkopolskie. Các chỉ huy quyết định dừng công hãm Chojnice mà thay vào đó quyết chiến với viện binh Teuton tại bờ hồ gần thành.
Ngày 18 tháng 9 năm 1454, mặc dù có được thắng lợi trong đụng độ đầu tiên với đội quân Teuton do Rudolf von Sagan chỉ huy, quân Ba Lan vốn lạc hậu, trang bị cùng chỉ huy kém cỏi đã thảm bại trước binh đoàn chuyên nghiệp của Bernhard von Zinnenberg và von Plauen. Vua Casimir IV buộc phải tháo chạy. Hiệp sĩ Teuton chịu tổn thất 100 quân bao gồm cả chỉ huy là hoàng thân Rudolf nhưng đã đánh tan quân triều đình Ba Lan, hạ 3.000 quân và bắt sống 300 quân. Kết quả trận chiến đã giải vây cho Chojnice và Malbork, tạo tiền đề giúp Hiệp sĩ Teuton phát binh chiếm lại các thành và pháo đài ở Wistula và Powiśle.
Trận đánh bẻ gãy mũi tấn công Ba Lan hướng vào Hiệp sĩ Teuton, khiến uy tín của Vua Casimir IV Jagiellon và Ba Lan suy giảm nghiêm trọng, làm mất khả năng hợp nhất các thành bang Phổ vào Vương quốc Ba Lan, niềm tin của dân thành thị Phổ đối với Liên hiệp Phổ bị lung lay. Đồng thời, trận chiến minh chứng cho sự kém hiệu quả của trọng kỵ binh khi gặp phải những đội quân trang bị vũ khí tầm ngắn nhưng đội hình vững chắc sử dụng pháo binh hoặc các đội lính đánh thuê chuyên nghiệp dùng xe hàng xếp vòng tròn phòng ngự.

### Cuộc nổi dậy chống Teuton ở Gdańsk Pomerania

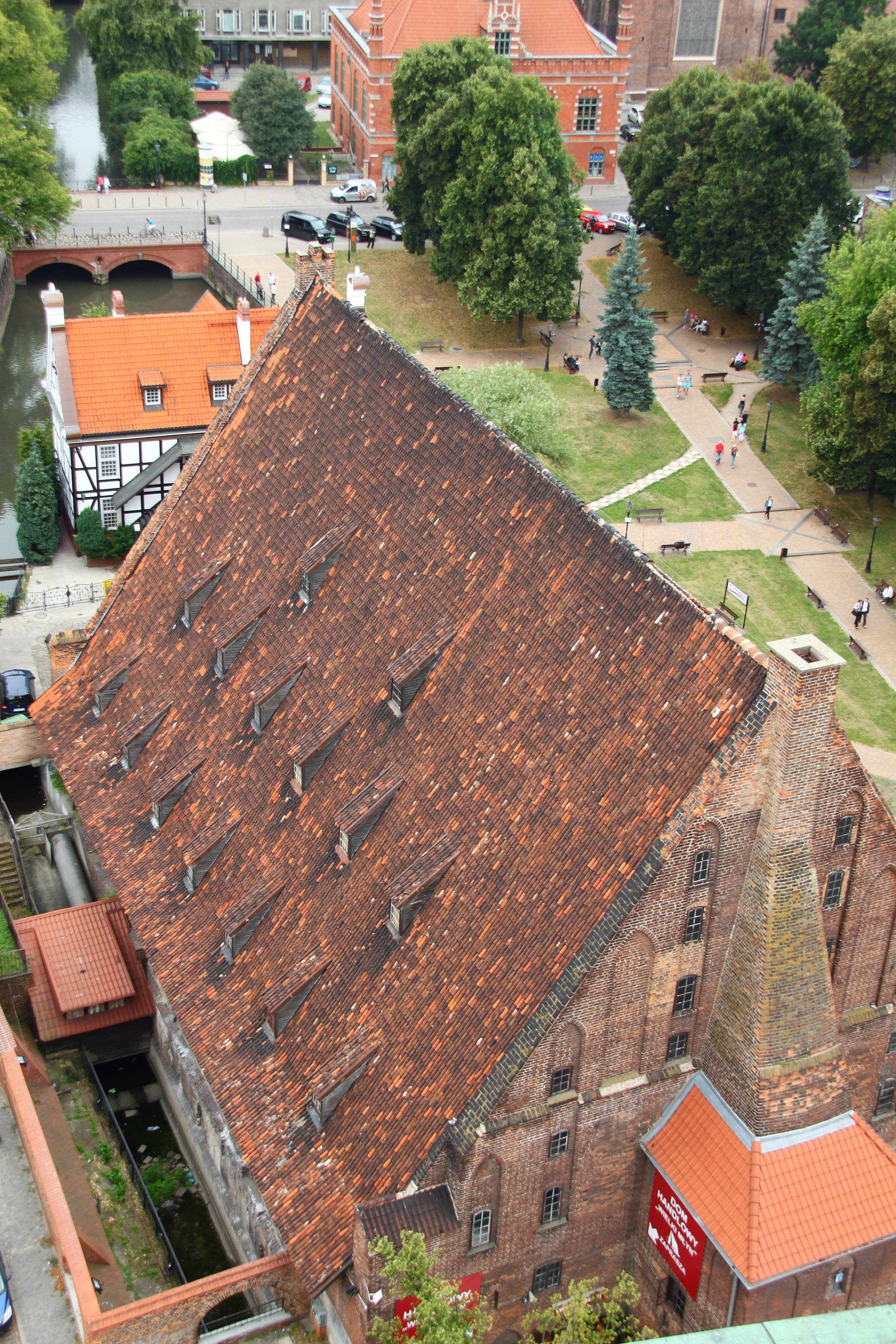
Cối xay lớn ở Gdańsk, bị hội đồng thành phố chiếm giữ vào đầu cuộc nổi dậy chống Teuton tháng 2 năm 1454

### Tầm quan trọng của pháo đài phòng ngự

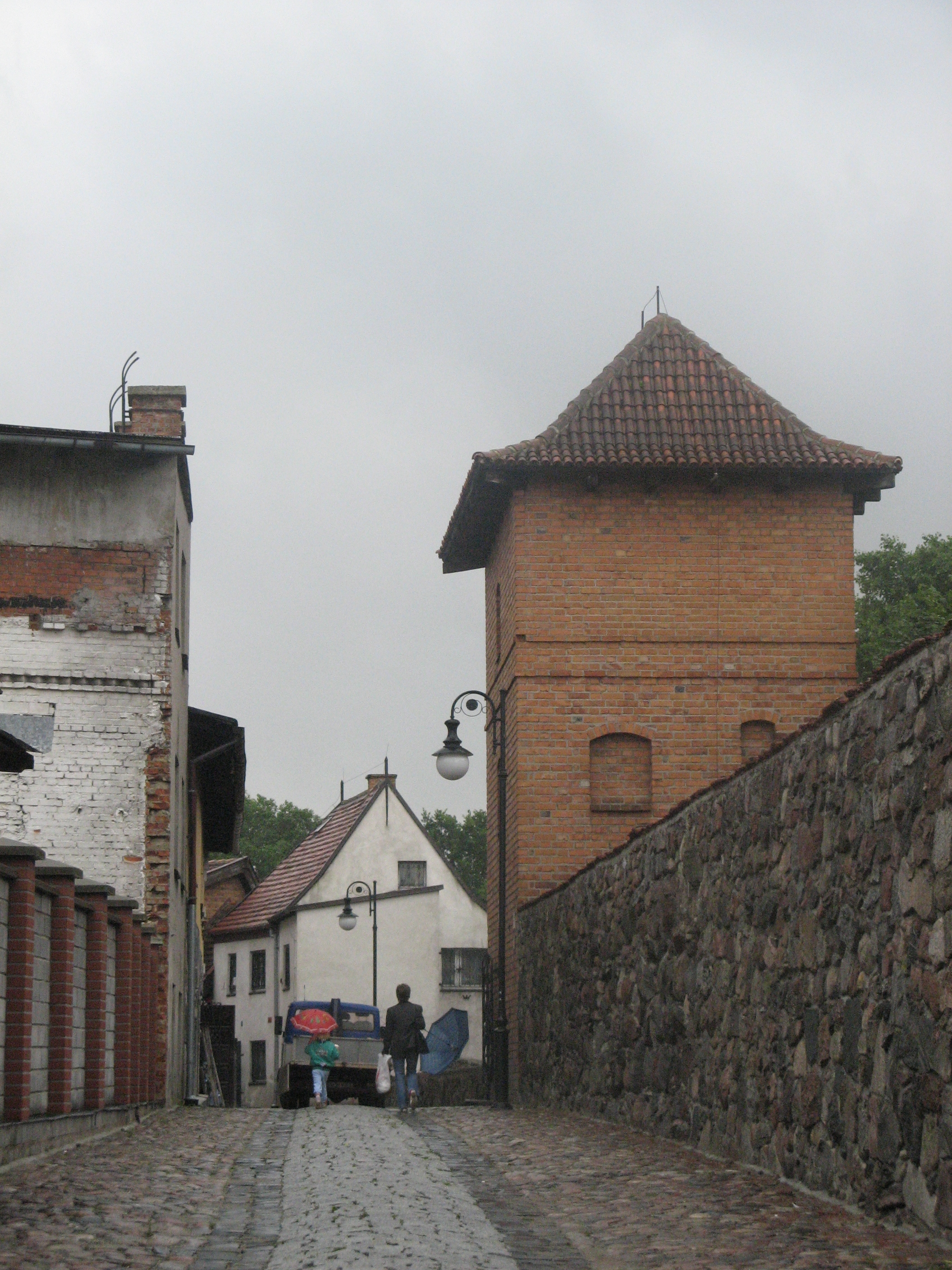
Những bức tường thời Trung cổ ở Chojnice. Trong diễn tiến Chiến tranh Mười ba năm vào thế kỷ 15, việc duy trì các đồn lũy phòng ngự kiên cố là rất quan trọng.

### Vương quốc Ba Lan và Liên hiệp Phổ

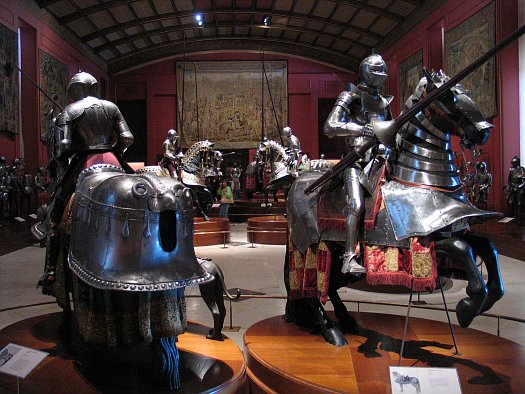
Kỵ binh kopia đầy đủ giáp trụ

### Giáo đoàn Hiệp sĩ Teuton

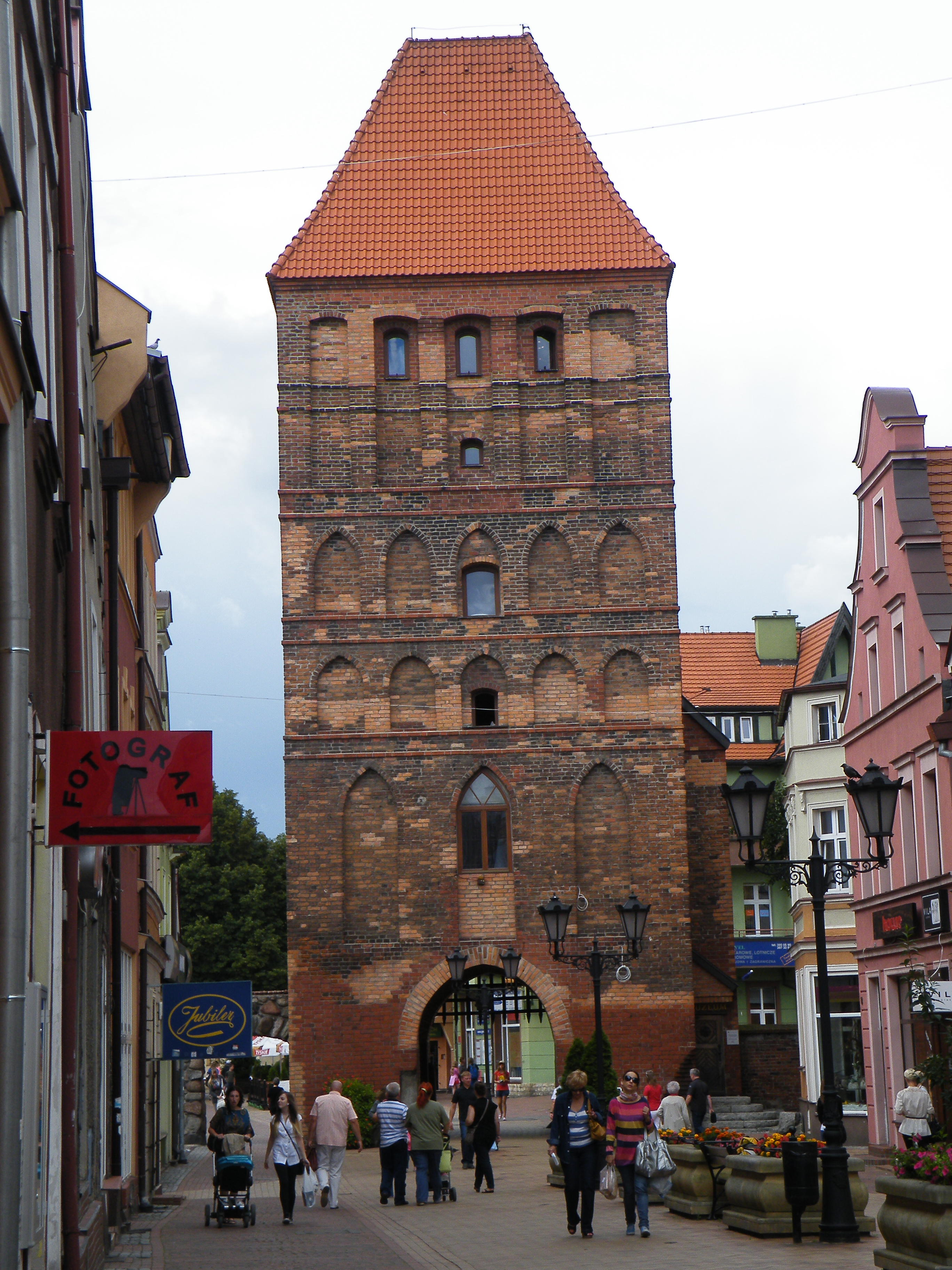
Cổng Człuchowska năm tầng ở Chojnice có từ nửa sau thế kỷ 14

## Trận chiến

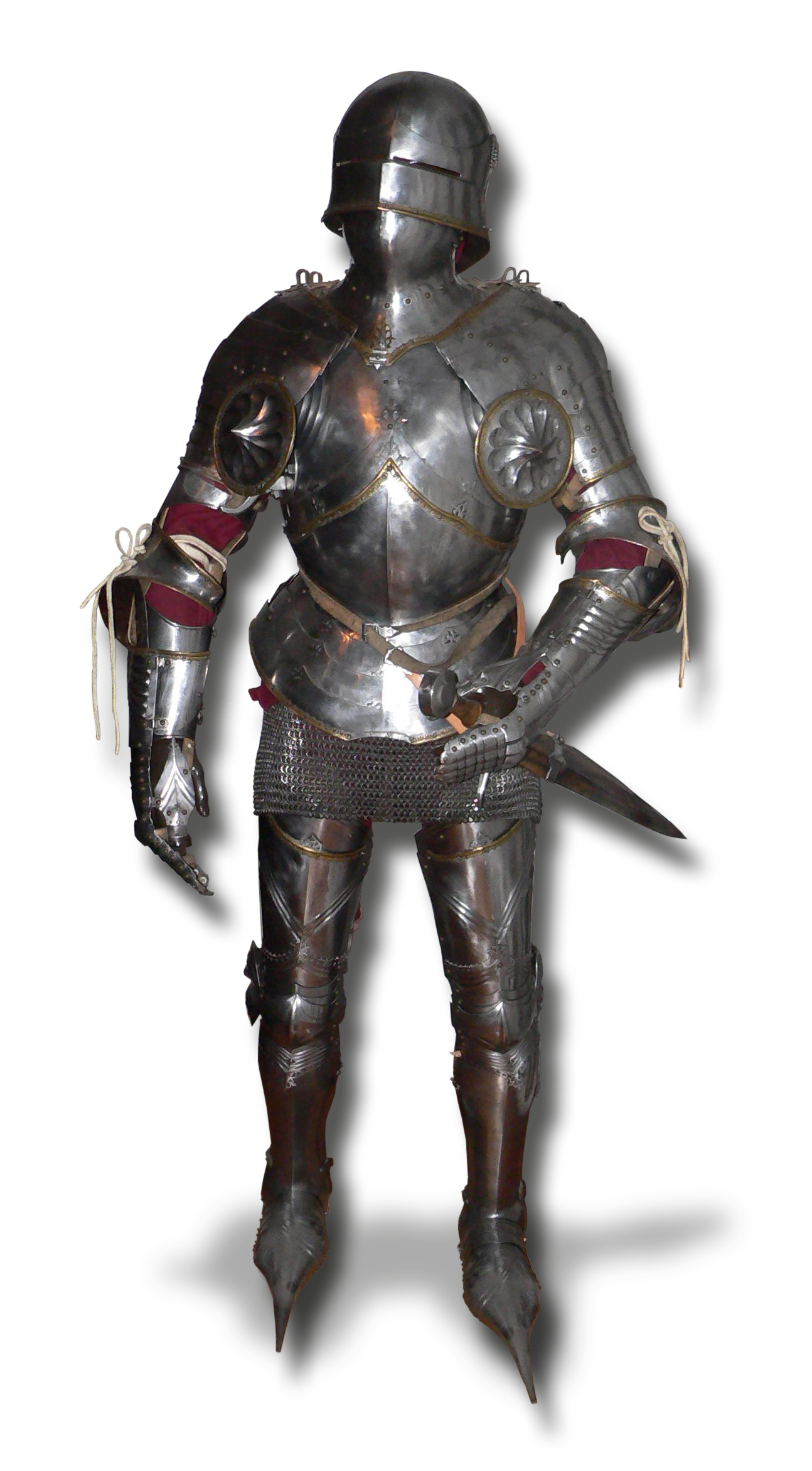
Giáp tấm kín người phong cách gothic

## Ảnh hưởng

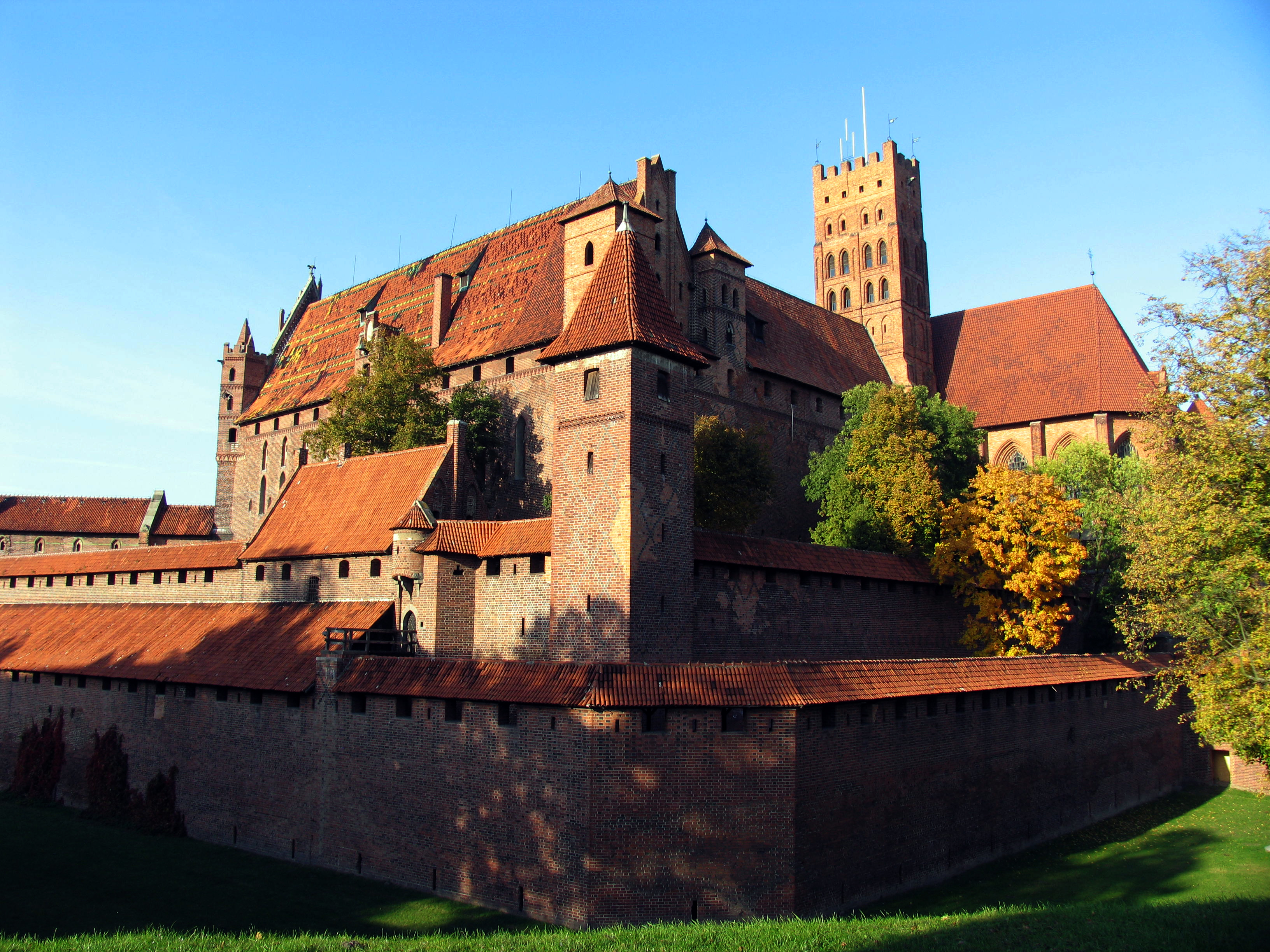
Trận Chojnice đã giải vây cho Pháo đài Malbork khỏi Liên hiệp Phổ năm 1454

### Tình hình Gdańsk Pomerania

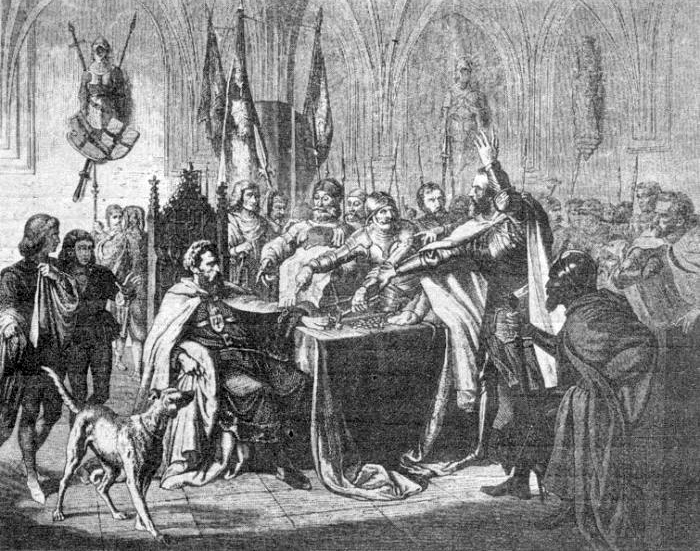
Đại thống lĩnh Ludwig von Erlichshausen thương thảo với tướng chỉ huy lính đánh thuê

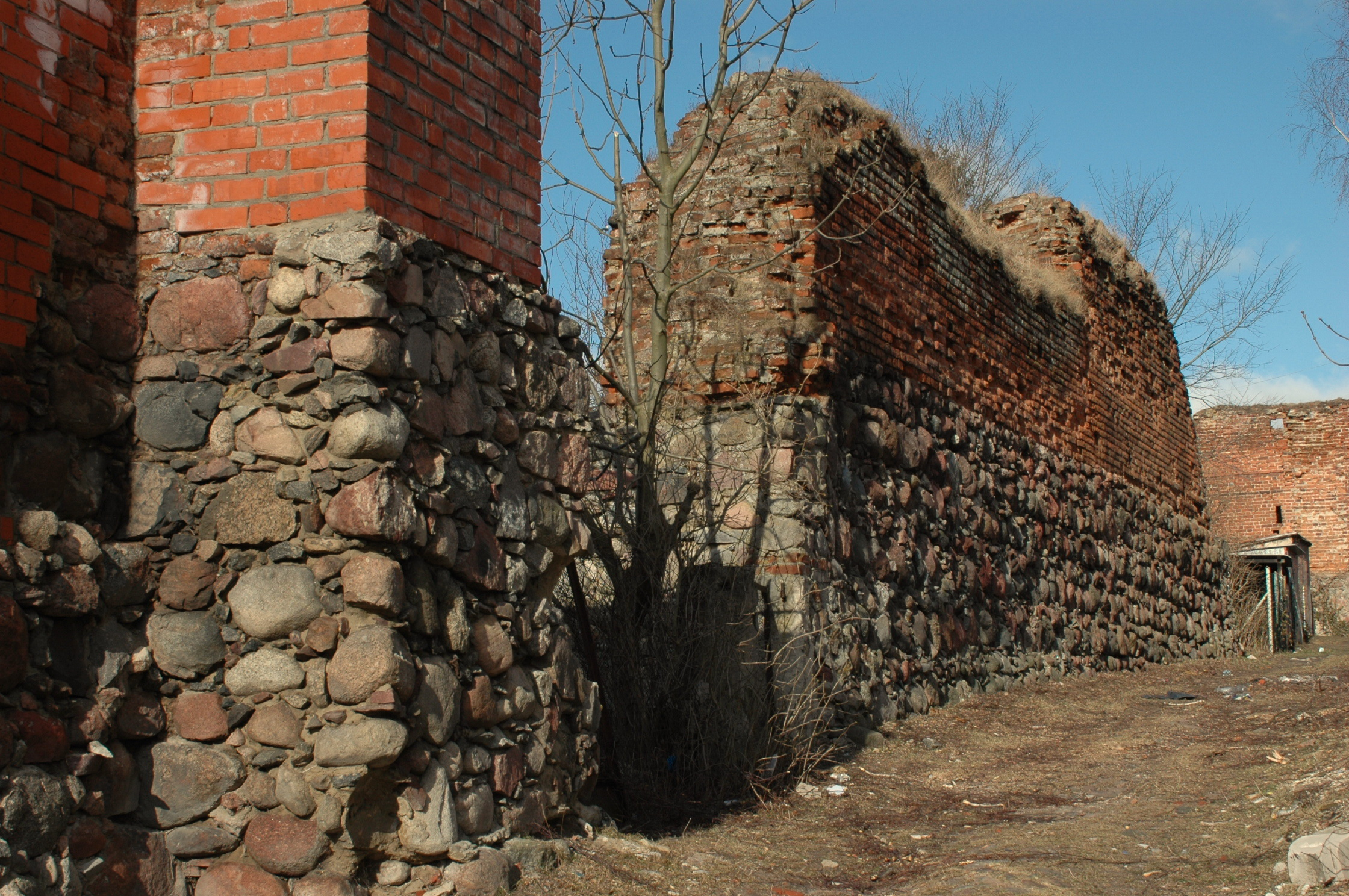
Tường thành Dębrzno bị quân Teuton công hạ tháng 6 năm 1455

### Kaspar Nostitz ở Chojnice năm 1455

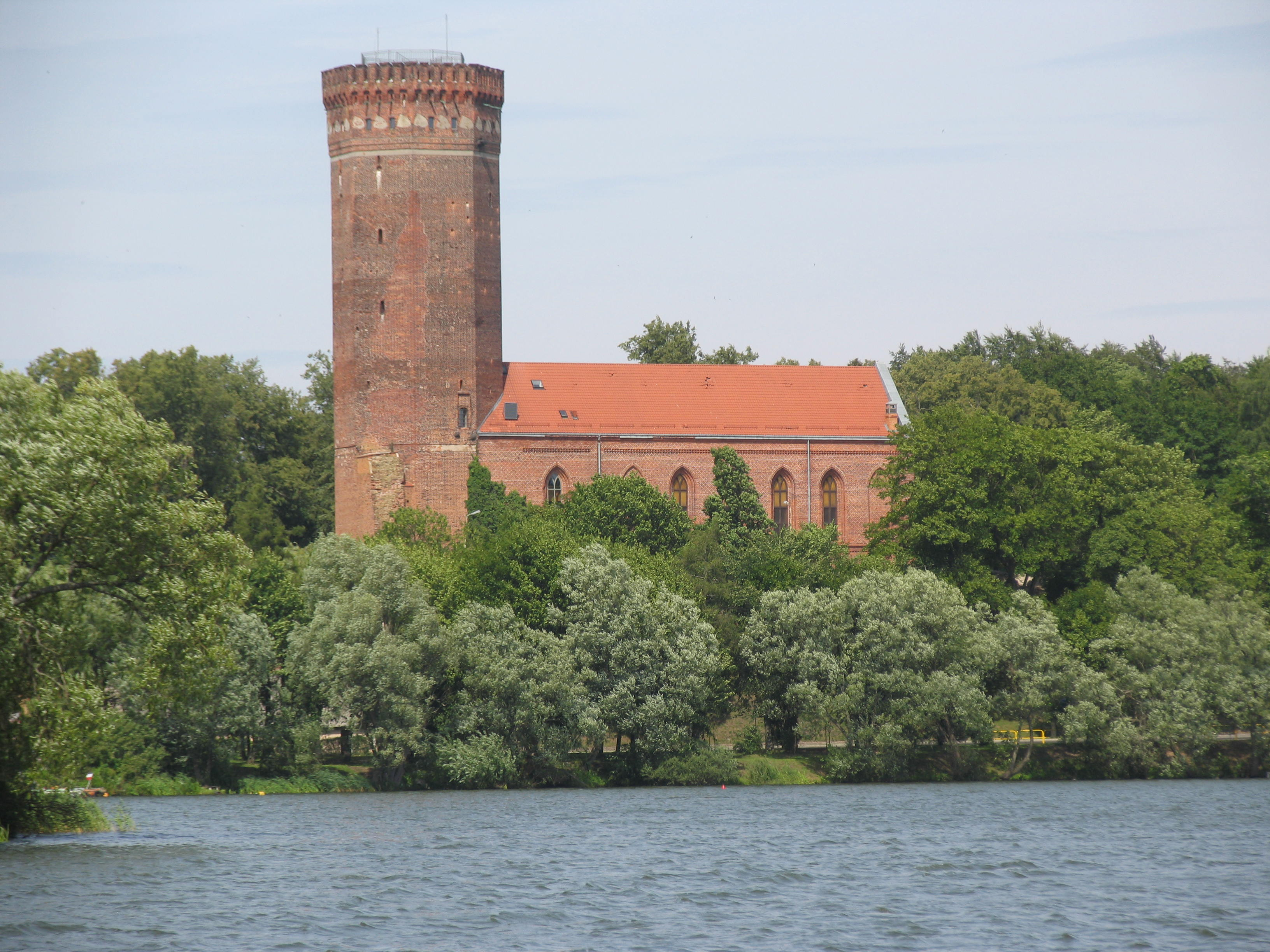
Lâu đài Człuchów - điểm kháng cự của Ba Lan ở Gdańsk Pomerania trong Chiến tranh Mười ba năm